# Klaus Homann (Politiker)
Klaus „Jockel“ Homann (* 2. Oktober 1937 in Bündheim; † 23. Oktober 2004) war ein deutscher Kommunalpolitiker (SPD). Er war von 1977 bis 1981 sowie von 1986 bis 2002 Bürgermeister der Stadt Bad Harzburg und von 1986 bis 1996 Landrat des Landkreises Goslar.
Auf Initiative von Horst Voigt trat Homann in die SPD ein. Er wurde 1972 in den Rat der neuformierten Stadt Bad Harzburg gewählt und war ab 1975 Vorsitzender des Harzburger SPD-Ortsvereins. 1976 stieg er zum stellvertretenden Bürgermeister auf. Das Bürgermeisteramt nahm er von 1977 bis 1981 sowie erneut ab 1986 ehrenamtlich wahr. Homann wurde 1986 und 1991 zum Landrat des Landkreises Goslar gewählt und bekleidete das Amt bis 1996. Von 1998 bis zu seinem vorzeitigen Ausscheiden aus gesundheitlichen Gründen 2002 war er der erste hauptamtlich gewählte Bürgermeister der Stadt Bad Harzburg. Im September 2002 wurde Ralf Abrahms zu seinem Nachfolger gewählt.
Homann verstarb drei Wochen nach seinem 67. Geburtstag 2004.